# Тортора, Уго
Уго Роландо Тортора (исп. Hugo Rolando Tortora; 4 октября 1915, Монтевидео) — уругвайский футболист, игравший на позиции центрального полузащитника. В начале 1940-х выступал в различных лигах Италии.

## Карьера
Тортора начинал карьеру футболиста на родине в клубе «Сентраль Эспаньол». В чемпионате Уругвая он провёл четыре сезона. В 1939 году Уго приехал на Апеннинский полуостров и присоединился к «Венеции», где в то время успешно выступал его брат Виктор. Однако в отличие от брата он не смог приспособиться к игре команды и принял участие лишь в двух матчах Серии А. После ухода из «Венеции» Тортора II стал игроком «Реджаны», выступавшей во втором дивизионе страны. В сезоне 1940/41 он отыграл в её составе 8 встреч, забил 1 гол, а в 1941 году покинул команду. Вскоре Уго Тортора присоединился к «Фолиньо» из низших лиг Италии и провёл за орлят два сезона. После окончания сезона 1942/43 он не получил предложений от других клубов, поэтому завершил карьеру.